# Assedio di Crema del 1514
L'Assedio di Crema del 1514 fu un fatto d'arme inserito all'interno di un più vasto ciclo di eventi politici e militari occorso agli inizi del XVI secolo.

## Storia

### L'invasione francese e il ritorno a Venezia

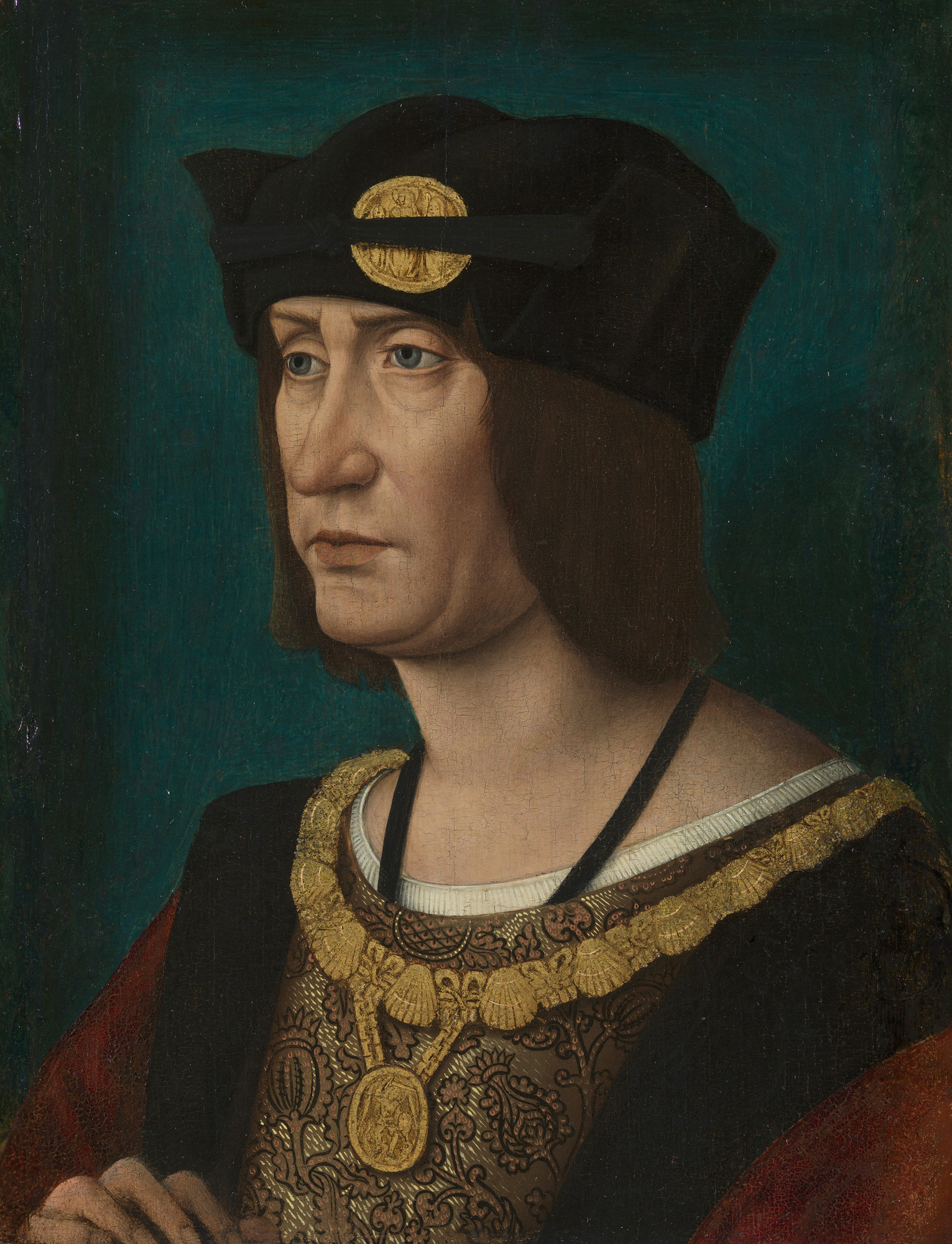
Bottega di Jean Perréal, Ritratto di Luigi XII, re di Francia, ca. 1514.

Nel 1509 dopo la celebre battaglia di Agnadello un araldo si recò sotto le mura di Crema intimando la sottomissione o l'assedio e lo sterminio da parte dell'esercito francese.
Dopo lunghe discussioni il Gran Consiglio cittadino, soprattutto per l'iniziativa, la pressione e l'arte oratoria di Socino Benzoni, si dette alla resa. Alla guida del governo cittadino, quindi, fu posto il governatore Bernardo Ricaudo e il podestà milanese Pier Antonio Casati che accolsero solennemente re Luigi XII il 27 giugno 1509 ospitato per due giorni nel palazzo del Benzoni.
L'arrivo dei francesi non aveva sopito le antiche discordie tra guelfi e ghibellini (quest'ultimi protetti dall'invasore) e proliferava il contrabbando di armi: Bernardino Bonzi, barcaiolo, fu sorpreso, processato e squartato proprio perché ne trasportava sulla propria imbarcazione.
Temendo la pressione di forze esterne fedeli a Venezia per riprendersi la città e avendo vettovaglie insufficienti il nuovo governatore francese Duras fece espellere tutti i cittadini maschi dai 15 ai 60 anni. Nel frattempo Socino Benzoni, che si era recato tra Este e Montagnana a sollecitare provviste ad un campo francese, fu sorpreso da una compagnia di mercenari stradiotti, condotto a Padova e impiccato.
Molti degli uomini cacciati da Crema si rifugiarono a Montodine ove ricevettero rinforzi da parte dei veneziani, quindi si radunarono verso Ombriano dove tentavano di sorprendere i francesi che periodicamente uscivano per depredare le località attorno alla città. Per i cremaschi giunsero comunque ulteriori aiuti: grazie alla tassa di un soldo e mezzo emessa si poté assoldare fanti bergamaschi e archibugieri della Val Trompia grazie ai quali fu possibile allestire due campi a Ombriano e San Bernardino inclusi due ponti in legno sul fiume Serio, per poter fare pressione verso gli invasori. Si aggiunge anche una squadra di contadini acquartierati presso Campagnola Cremasca guidati da un frate francescano, tale Agostino Giliolo.
Venezia a questo punto decise di intervenire inviando il capitano Lorenzo Orsini, più noto come Renzo da Ceri, il quale fece costruire due bastioni dai quali intensificare l'assedio. Le truppe e la popolazione rimasta in città erano in grave affanno, ma il governatore Duras non cedeva sollecitato a resistere da un cremasco, Guido Pace Bernardi, che parteggiava per i transalpini. Fu, invece, uno dei comandanti della guarnigione francese, Benedetto Crivelli, a dare il via alla resa: assassinò il pari grado Gerolamo da Napoli e avviò le trattative con Renzo Da Ceri per riconsegnare la città ai veneziani: era il 9 settembre 1512.
Quest'azione anticipò per poco l'arrivo di rinforzi allorché il capitano cremasco al soldo del duca di Milano Sante Robatto si fermò con un esercito di 10 000 svizzeri tra Pandino, Palazzo Pignano e Scannabue. Anticipato dai veneziani si ritirò quindi oltre l'Adda.

### Capovolgimento di fronti
Crema rimase città militarizzata poiché Venezia la considerava testa di ponte per riconquistare le altre terre perdute dopo la battaglia di Agnadello.
Nel 1512 il cardinale Matteo Schiner divenne vescovo di Novara e spinse a far rientrare il duca Ercole Massimiliano Sforza a Milano le cui autorità accettarono di fronte alla prospettiva di un saccheggio da parte dell'esercito svizzero. Il duca entrò trionfalmente da Porta Ticinese affiancato dallo stesso Schiner e il generale spagnolo della Lega Santa Raimondo Folch de Cardona, conte di Alvito, duca di Somma e viceré di Napoli.
Intanto papa Giulio II propose a Venezia di cedere a Massimiliano I d'Asburgo Verona e Vicenza ma il Senato veneto rifiutò sdegnosamente poiché intendeva riconquistare tutte le terre perdute dopo Agnadello e non ancora riconquistate, così con un capovolgimento di fronte sottoscrisse il 23 marzo 1513 la Lega di Blois con l'intento di spartirsi le terre lombarde: la Francia avrebbe messo le mani sull'intero ducato di Milano e Venezia sarebbe ritornata in possesso di Cremona e della Gera d'Adda; per perseguire questo scopo fu allestito un esercito franco-veneziano di 14 000 soldati che cinse d'assedio Milano costringendo Massimiliano Sforza a rifugiarsi a Novara difeso dagli elvetici. La coalizione franco-veneziana lo inseguì attestandosi a poca distanza della città ma furono presi di sorpresa, sconfitti nella battaglia di Novara e costretti alla fuga rinunciando così ad ogni pretesa su Milano.

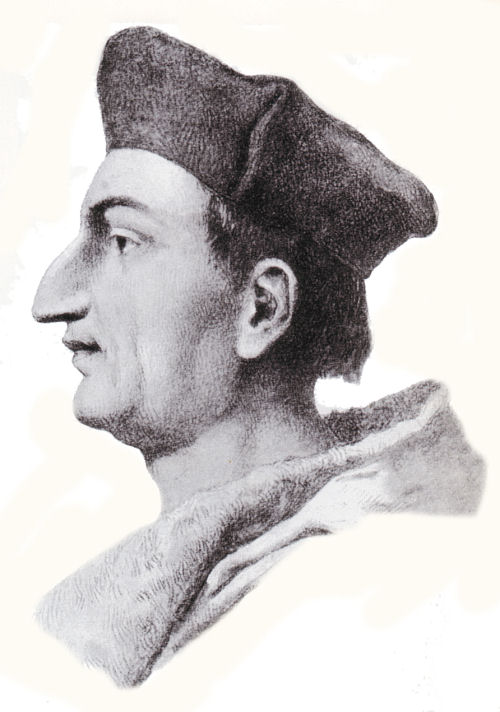
Albert Anker, ritratto del cardinale Matteo Schiner, XIX secolo.
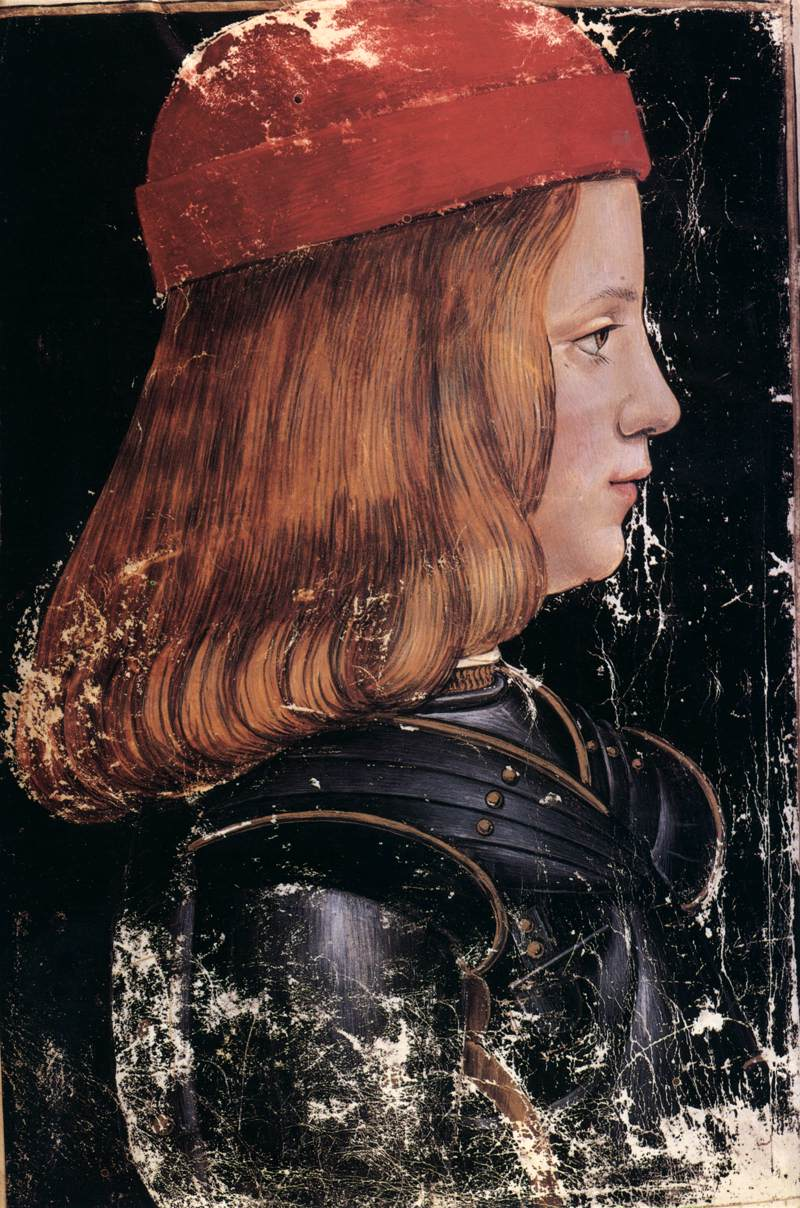
Giovanni Ambrogio de Predis, ritratto di Ercole Massimiliano Sforza fanciullo, ca. 1496-1499.
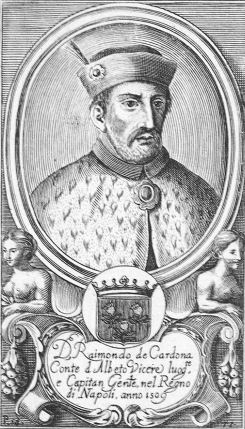
Autore anonimo, ritratto del viceré di Napoli Raimondo Folch de Cardona.

### L'assedio di Crema

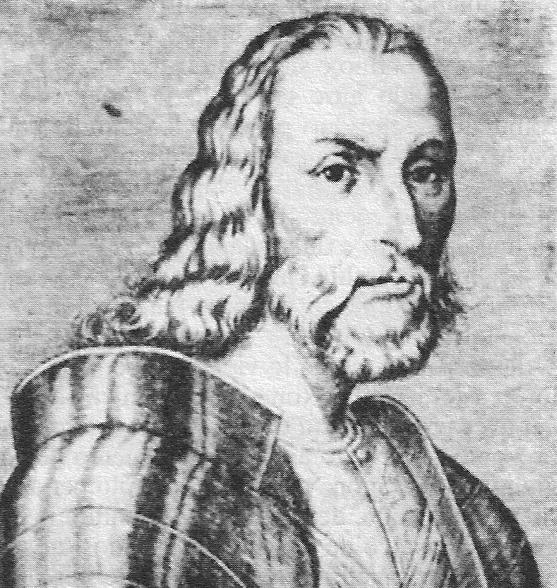
Ritratto del condottiero Prospero Colonna.

Il viceré Cardona, di fronte all'arretramento delle milizie veneziane, avanzò in Lombardia: Renzo da Ceri non aveva forze sufficienti per difendere Brescia, Bergamo e Cremona quindi si ritirò di nuovo a Crema pur facendo sortite che permisero di rinconquistare la città orobica.
Ai comando di 3 000 fanti spagnoli giunse dopo la battaglia di Vicenza il condottiero Prospero Colonna che si attestò lungo la strada per Offanengo. Il capitano Silvio Savelli fu posto a capo degli sforzeschi con altrettanti fanti e si posizionò nei dintorni di Ombriano. A questi si aggiunse a supporto un buon numero di soldati e cavalli capeggiato dal comandante militare Cesare Ferramosca, il quale si accampò poco distante da Pianengo.
Le scorribande dei militari sul territorio per procurarsi vettovaglie causarono un esodo di contadini che si posizionarono sotto le mura della città, probabilmente in numero di 36 000, in condizioni igieniche estremamente precarie tanto che si sviluppò una pestilenza durante la quale morirono non meno di 16 000 persone. Alcuni cittadini, circa 400 e per lo più nobili oppure religiosi di ordini monastici, trovarono il modo di abbandonare la città, anche travestendosi da contadini o corrompendo con denari gli invasori, riparando a Lodi o Abbadia Cerreto e persino Piacenza o Venezia.
Il capitano Orsini si preparò alla difesa facendo abbattere abitazioni e alberi attorno alla città e rifugiandosi nella basilica di Santa Maria della Croce adeguatamente fortificata dalla quale più volte poté respingere i tentativi di presa da parte del Ferramosca.
Nell'agosto 1514 la situazione era divenuta estremamente critica: la popolazione era allo stremo e mancava denaro per le paghe dei soldati per cui Renzo da Ceri si impossessò dei tesori del Monte di Pietà e di Santa Maria e con gli argenti di questi bottini fece battere monete da quindici soldi milanesi, dette petacchie, che recavano da un lato l'immagine di San Marco.
Alla fine del mese gli eventi parevano destinati verso una resa degli assediati, ma Renzo da Ceri nella notte tra il 25 ed il 26 agosto volle provare un'ultima azione. Divise le milizie in gruppi, collocandone due a capo di Antonio Pietrasanta e Baldassarre da Romano fuori Porta Ombriano; cento cavalleggeri guidati da Giacomo Micinello si diressero verso Capergnanica. Al capitano Andrea Matria fu dato il compito più difficile, quello di aggirare la palude del Moso, transitando per Trescore Cremasco, Scannabue e giungendo a Bagnolo con settecento fanti e quattrocento contadini. Renzo da Ceri e il podestà Bartolomeo Contarini si accamparono fuori Porta Serio per tenere a bada l'eventuale rinforzo delle truppe di Prospero Colonna.

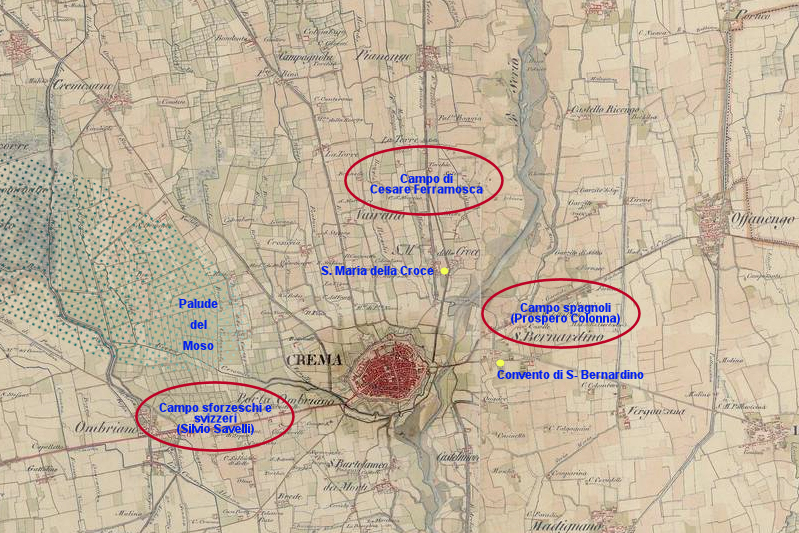
La dislocazione degli accampamenti attorno alla città.
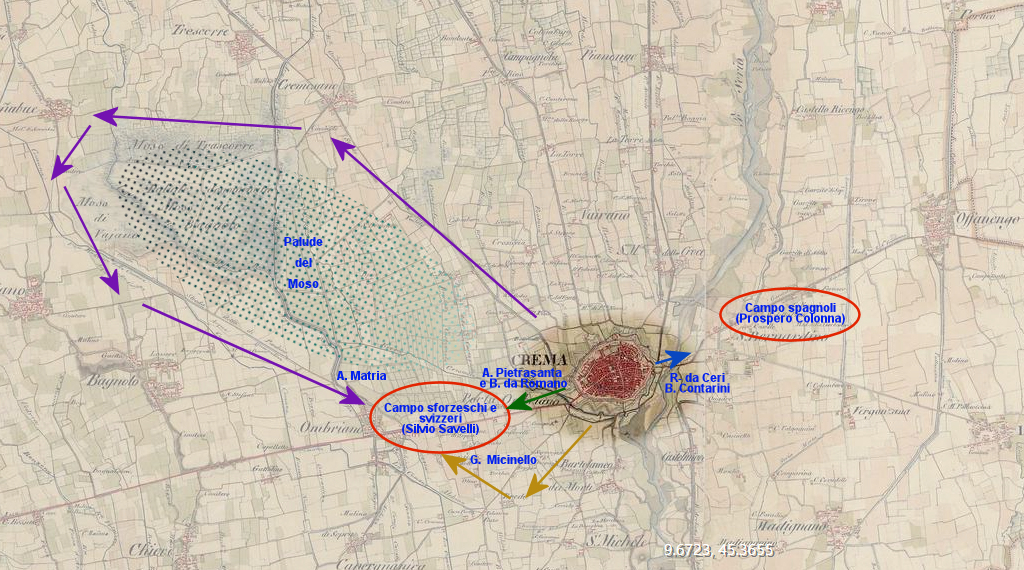
Schema semplificato dell'azione finale con l'assalto all'accampemento dei soldati sforzeschi ed elvetici.

In piena notte i militari del Matria attaccarono l'accampamento del Savelli alle spalle; le sentinelle, infatti, erano per lo più addormentate non attendendosi attacchi per quella via; i militari sforzeschi furono trovati pertanto sorpresi, svestiti e totalmente impreparati in gran parte sbandarono e finirono accoppati o bruciati nelle tende incendiate; fece eccezione un migliaio di soldati svizzeri che arretrarono oltre la roggia Alchina e tennero testa finché un rinforzo di soldati filocremaschi ne permise il sopravvento.
Tutti i presidi furono soppressi e i soldati trucidati, il Colonna non intervenne in soccorso, non fu avvertito e, forse, ritenne che gli incendi dall'altra parte della città fossero stati appiccati alle capanne degli sfollati dal Savelli. Renzo da Ceri non credette di assalire anche il campo degli spagnoli i quali, peraltro, si allontanarono verso Romanengo; per prudenza, comunque, fu dato ordine di abbattere il monastero di San Bernardino affinché non venisse usato dal Colonna per asserragliarvisi.
Il capitano Orsini il giorno stesso portò in Duomo tre stendardi tolti agli sforzeschi ed alcuni pezzi d'artiglieria in segno di riconoscenza mentre la popolazione spogliava l'accampamento sconfitto e massacrando i pochi soldati sopravvissuti.